# Цебуляж
Цебуляж (пол. cebularz) — круглый пшеничный корж, покрытый луком и маком. Традиционный продукт Люблинского воеводства, происходит из еврейской кухни.

## История
Первые упоминания о цебуляже, типичной выпечке люблинских евреев, относятся к XIX веку. Сначала их пекли в старой части Люблина, а уже оттуда рецепт распространился по всему региону.
До Второй мировой войны это изделие имело название «плецель», что на языке идиш означает «доска», «плита». Маленькие плецели имели название «плецелях». Современное название стало общеупотребительным уже после войны. Особенно распространён этот тип выпечки был среди еврейских пекарей, которые жили на востоке Польши. Наум Штутхкофф в книге Der Oytser Fun der Yidisher Shprak (рус. Сокровищница языка идиш) писал, что в Польше производилось 18 видов плецелей.
Юзеф Хониг так вспоминал предвоенные цебуляжи:
Был хороший хлеб, булочки. А какие цебуляжи!!! Еврейские пекарни были очень хорошими. Какой был еврейский корж! Были цебуляжи — какие же вкусные!! Эти булки какие были. А ещё здесь был Земба на Калине, там сзади, за кладбищем. Какой он имел хлеб, булки... Но он не обманывал. Добавлял масло, доливал молоко. Все добавлял в тесто.
Вальдемар Грешта из Замостья вспоминал о цебуляже так:
Например, те цебуляжи, что сейчас, то я всегда говорю, что такие цебуляжи для меня не цебуляжи. Я ел цебуляжи до войны, то цебуляж был такой большой, и посередине проделана дырка. Наверное, продырявленный ножом, посыпанный луком. Но в том месте, где он продырявленный, тесто не сходило, а было тонкое и хрустящее, и только вокруг тесто подрастало. Если такой цебуляж намазать маслом, то вкусно. А сегодня это какой-то «клейстер». Это не цебуляжи. Не знаю, почему в них не делают дырок, если бы цебуляж был, как до войны, а тогда они были такие.

## Приготовление
Луковый фарш, который должен быть на корже, готовится заранее (минимум за 3—4 часа перед выпечкой; можно и за сутки-двое). Мелко накрошенный лук нужно залить кипятком, который почти сразу следует сцедить. Тогда лук смешивается с маком, маслом, солится и откладывается на некоторое время, чтобы пустил сок. По другим вариациям рецепта, лук поджаривается на медленном огне, чтобы размяк, и только после этого смешивается с маслом и солится.
Слегка сладкое тесто готовится на дрожжах и отставляется на некоторое время, чтобы подросло. Диаметр коржа цебуляжа — 15—20 см, его толщина — около 1,5 см. На лепёшку накладывается луково-маковый фарш и изделие запекается.

## Защита традиционного рецепта
Существует ряд рецептов цебуляжей, но люблинским цебуляжем официально может называться только изделие, испечённое на территории Люблинского воеводства из местных продуктов.
30 апреля 2007 года цебуляж был внесён в Список традиционных продуктов Польши. С августа 2014 года люблинский цебуляж также имеет сертификат географического указания происхождения товара ЕС.
В Люблине действует Общество «Партнёрство производителей люблинского цебуляжа» (пол. Stowarzyszenie Partnerstwo Producentów Cebularza Lubelskiego); президент — Мариола Зубжицкая. Организация объединяет 24 пекарни из Люблина и региона. Ежегодно на традиционном Фестивале хлеба при участии «Партнёрства» в Люблине выпекается огромный цебуляж, ежегодно размеры увеличиваются. В 2014 году его диаметр составлял 190 сантиметров.